# بدوطر متجانس
بدوطر متجانس (الاسم العلمي:Bodotria similis) هو نوع من المفصليات يتبع جنس البدوطر من الفصيلة البدوطرية.